# Yngwie Malmsteen
Yngwie Johan Malmsteen (pronunție în engleză [ˈɪŋveɪ_ˈmɑːlmstiːn]; născut Lars Johan Yngve Lannerbäck n. 30 iunie 1963, Stockholm, Suedia) este un chitarist virtuoz și compozitor suedez. Este cunoscut pentru tehnica sa muzicală extraordinară, fiind unul dintre cei mai talentați chitariști ai hard-rockului. A cântat împreună cu Joe Satriani și Steve Vai, în cadrul grupului muzical G3.

## Biografie
Yngwie Malmsteen s-a născut ca Lars Johann Yngwie Lannerback, la Stockholm (Suedia) în 1963, mai târziu adoptând numele de fată al mamei lui, imediat după divorțul părinților săi. Fiind un copil neastâmpărat, mama lui încercase, inițial fără succes, să trezeasca în el interesul pentru muzică.

## Discografie

### Steeler
| Lansare | Titlu   | Label    | Poziții în topuri | Vânzări SUA |
| ------- | ------- | -------- | ----------------- | ----------- |
| 1983    | Steeler | Shrapnel |                   |             |

### Alcatrazz
| Lansare | Titlu                                                                  | Label    | Poziții în topuri | Vânzări SUA |
| ------- | ---------------------------------------------------------------------- | -------- | ----------------- | ----------- |
| 1983    | No Parole from Rock 'n' Roll                                           | Polydor  | 128               |             |
| 1983    | Live Sentence                                                          | Polydor  | 133               |             |
| 2010    | Live '83                                                               | Deadline |                   |             |
| 2010    | No Parole from Rock 'n' Roll Tour Live in Japan 1984.1.28 Audio Tracks |          |                   |             |

### Solo
| An   | Detalii album                                                                                              | Poziții în topuri | Poziții în topuri | Poziții în topuri |
| An   | Detalii album                                                                                              | SWE               | JPN               | US                |
| ---- | --- | ----------------- | ----------------- | ----------------- |
| 1984 | Rising Force - Lansare: 1984 - Label: Polydor - Format:                                                    | 14                | 19                | 60                |
| 1985 | Marching Out - Lansare: October 1985 - Label: Polydor - Format:                                            | 9                 | 18                | 54                |
| 1986 | Trilogy - Lansare: 1986 - Label: Polydor - Format:                                                         | 18                | 16                | 44                |
| 1988 | Odyssey - Lansare: March 1988 - Label: Polydor - Format:                                                   | 7                 | 19                | 40                |
| 1989 | Trial by Fire: Live in Leningrad - Lansare: 1989 - Label: Polydor - Format:                                |                   | 20                |                   |
| 1990 | Eclipse - Lansare: 1990 - Label: Polydor - Format:                                                         | 12                | 11                | 112               |
| 1992 | Fire & Ice - Lansare: 1992 - Label: Elektra - Format:                                                      | 11                | 1                 | 121               |
| 1994 | The Seventh Sign - Lansare: 18 February 1994 - Label: Pony Canyon - Format:                                | 11                | 2                 | —                 |
| 1994 | I Can't Wait (EP) - Lansare: 21 October 1994 - Label: Pony Canyon - Format:                                |                   | 25                |                   |
| 1995 | Magnum Opus - Lansare: 6 June 1995 - Label: Pony Canyon - Format:                                          | 17                | 9                 | —                 |
| 1996 | Inspiration - Lansare: 5 November 1996 - Label: Pony Canyon - Format:                                      | 35                | 9                 | —                 |
| 1997 | Facing the Animal - Lansare: 3 September 1997 - Label: Pony Canyon - Format:                               | 39                | 4                 | —                 |
| 1998 | Concerto Suite for Electric Guitar and Orchestra - Lansare: 30 June 1998 - Label: Foundation - Format:     |                   | 10                | —                 |
| 1998 | Double Live (Live Album) - Lansare: 3 September 1998 - Label: Foundation - Format:                         |                   | 48                | —                 |
| 1999 | Alchemy - Lansare: 17 September 1999 - Label: Pony Canyon - Format:                                        | —                 | 11                | —                 |
| 2000 | War to End All Wars - Lansare: 22 November 2000 - Label: Pony Canyon - Format:                             | —                 | 20                | —                 |
| 2002 | Attack!! - Lansare: 15 October 2002 - Label: Red Ink Records - Format:                                     | —                 | 17                | —                 |
| 2002 | The Genesis - Lansare: 30 December 2002 - Label: Pony Canyon - Format:                                     | —                 | 94                | —                 |
| 2004 | G3: Rockin' in the Free World - Lansare: 17 February 2004 - Label: Epic - Format:                          | —                 | —                 | —                 |
| 2005 | Unleash the Fury - Lansare: 23 February 2005 - Label: Universal Music - Format:                            | —                 | 23                | —                 |
| 2008 | Perpetual Flame - Lansare: 14 October 2008 - Label: Rising Force Records / Universal Music Japan - Format: | 52                | 15                | —                 |
| 2009 | Angels of Love - Lansare: 10 March 2009 - Label: Rising Force Records / Universal Music Japan - Format:    | 52                | 55                | —                 |
| 2010 | Relentless - Lansare: 23 November 2010 - Label: Rising Force Records / Universal Music Japan - Format:     | —                 | 40                | —                 |
| 2012 | Spellbound - Lansare: 5 December 2012 - Label: Rising Force Records / Universal Music Japan - Format:      | —                 | 40                | —                 |

## Membrii trupei

#### Membrii curenți
- Yngwie Malmsteen - chitară, voce (1978-1982, 1984-prezent)
- Nick Martino - clape, voce (2005-2006, 2010-prezent)
- Emilio Martinez - bas, voce (2017-prezent)
- Brian Wilson - tobe (2018-prezent)